# Preciosismo (pintura)

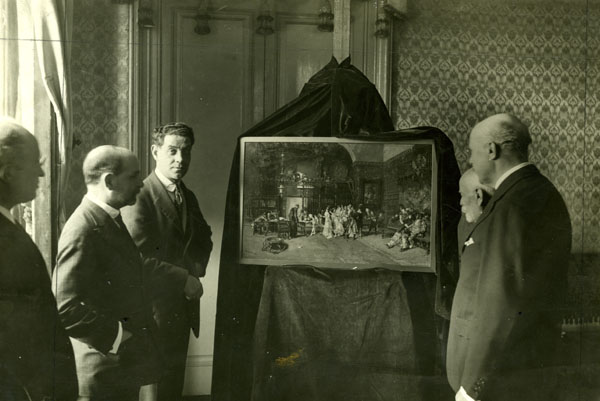
Exhibición de La vicaría de Mariano Fortuny en 1922, a su llegada a Barcelona, donde Joaquín Folch y Torres, presidente de la Junta de Museos, la convirtió en el núcleo del futuro Museo Nacional de Arte de Cataluña.

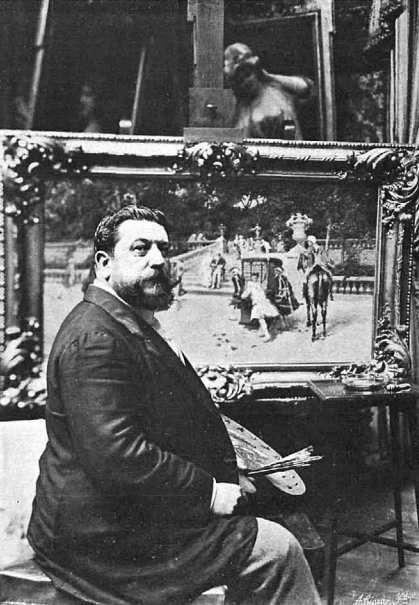
Fotografía de José Llaneces en su taller, ante un típico tableautin preciosista o de casacón, ya enmarcado y dispuesto para su colocación en cualquier "gabinete" de una casa particular (1909).

Preciosismo es la denominación de un estilo, moda y género artístico propio de la pintura española de la segunda mitad del siglo XIX, dentro del periodo que, genéricamente, se suele considerar como pintura del Realismo en España.
No hay que confundirlo con el Preciosismo, un movimiento social y cultural de la Francia del siglo XVII.
En la crítica e historiografía del arte español, los términos "Preciosismo" y "preciosista" se utilizan para designar un estilo o tendencia presente, entre otros (historicismo, orientalismo, neobarroco) y mezclado con ellos (también se utiliza el término "eclecticismo"), en la pintura española, vinculados especialmente a Mariano Fortuny. Se caracteriza socialmente por el gusto burgués, temáticamente por el costumbrismo (o "pintura de género") y la pintura de casacón (o "costumbrismo histórico", ejemplificado en las casacas de los siglos XVII o XVIII); y técnicamente por los acabados detallistas (aunque en ese aspecto hay en las fuentes poca concreción a la hora de señalar características, utilizándose expresiones como "pincelada preciosista" o "técnica preciosista"). La preferencia por formatos reducidos hace que las obras preciosistas se asocien con el término francés tableautin ("tablita" o "cuadrito" -sea el soporte tabla o lienzo-) y la expresión española "pintura de gabinete" (que se puede remontar al siglo XVIII). Es habitual ejemplificarlo con la obra de 1868-1870 La vicaría, de Mariano Fortuny (60 x 93,5 cm). Fortuny había sido introducido por Eduardo Zamacois, seguidor del pintor francés Jean-Louis-Ernest Meissonier (que venía produciendo obras de ese estilo), en el círculo del marchante Adolphe Goupil (que llevó al pintor español a un gran éxito de clientela). Mariano Fortuny sería por tanto a la vez seguidor y superador de esa corriente.
También, pero menos frecuentemente, se aplica el adjetivo "preciosista" a la pintura de otras escuelas nacionales. No obstante, para la pintura francesa (y también para la española o la de otros países) se suele emplear como etiqueta de género el término francés tableautin.

## Pintura de gabinete
En cuanto a la "pintura de gabinete" o "cuadros de gabinete", se trata de la denominación que se da a pinturas de caballete de pequeño formato que el mercado de arte demanda con fuerza. Se concebían para ser exhibidas en las viviendas de los clientes privados, en espacios (los "gabinetes") de dimensiones muy diferentes tanto a los de iglesias o palacios (que eran anteriormente los espacios a los que se destinaban la mayor parte de los encargos de comitentes y donantes en el Antiguo Régimen) como a los de edificios públicos (que serían los espacios a los que se destinaban los encargos institucionales propios de la Edad Contemporánea). La contemplación del público podía ser mucho más cercana. Se ha destacado que Francisco de Goya realizaba con ese propósito obras de pequeñas dimensiones, que no serían estudios para obras mayores. También por la misma época se cita a Luis Paret como pintor de cuadros de gabinete para el infante Don Luis y en su estancia en Roma. El estilo de Paret se ha llegado a calificar de "preciosista derivado del Rococó". Antonio Ponz usa el término de forma peyorativa, para minusvalorar la colección de pintura del Duque de Orleans frente a las españolas.

## Pintores preciosistas, detableautino de casacón
Se ha identificado generacionalmente el Preciosismo o "Realismo preciosista" con una "segunda generación de pintores de historia" que surge a partir de la Exposición Nacional de Bellas Artes de 1871. Sería posterior a una "primera generación" de pintores anteriores, nacidos en los años treinta del siglo XIX y que protagonizaban la actualidad artística hasta entonces (Antonio Gisbert, Casado del Alisal, Eduardo Rosales); en cambio, la segunda generación, los nacidos en los años cuarenta (Ignacio Pinazo, Francisco Pradilla, Antonio Muñoz Degrain o Emilio Sala), protagonizará la pintura española del último tercio de siglo, y se caracteriza por los gestos melodramáticos, los paisajes abiertos y el virtuosismo táctil de los ropajes. Se lista entre ellos a Joaquín Sorolla, que en realidad es mucho más joven (nacido en 1863), aunque se conectan por la común pertenencia (excepto Pradilla) a la escuela valenciana, caracterizada por el luminismo y la viveza del color. El propio Fortuny (nacido en 1838) y sus amigos pintores españoles en Roma (Joaquín Agrasot, Tomás Moragas, Martín Rico, Bernardo Ferrándiz), se sitúan generacionalmente entre ambas. Zamacois sería el más joven de este grupo (nacido en 1841); lo que también puede decirse de los cuñados de Fortuny, también pintores: Ricardo Madrazo (nacido en 1841) y Raimundo Madrazo (nacido en 1852).

La vicaría, de Fortuny. Pintó dos versiones: la primera en Roma (1868-1869) y la segunda en París (1870).[28]
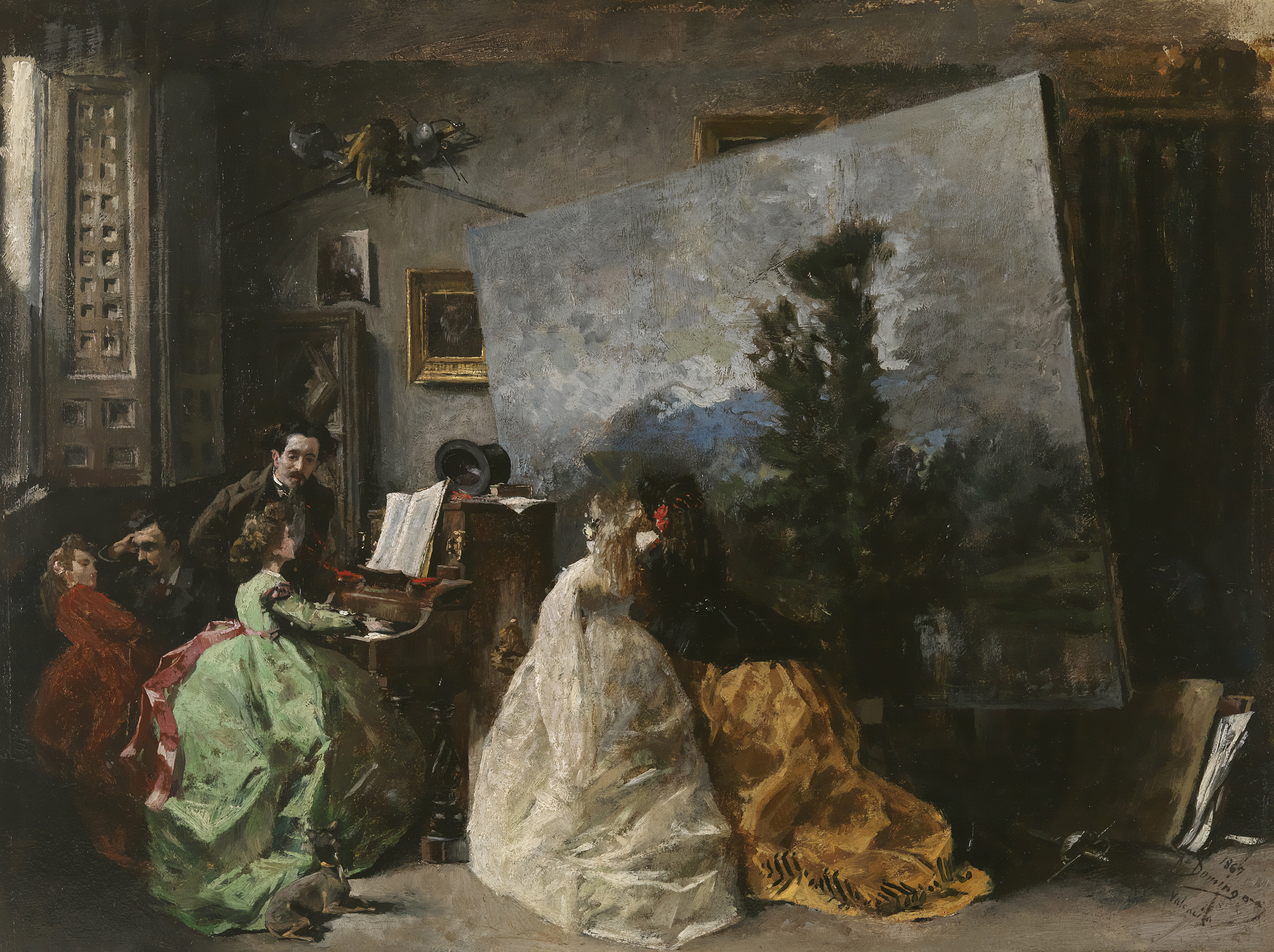
El estudio de Muñoz Degrain, de Francisco Domingo Marqués, 1867. La similitud de formato, estilo y ambiente social es evidente; no obstante, en una prueba de lo muy matizable que es el concepto técnico de "preciosismo", la ficha-comentario de este "cuadro de gabinete" en el Museo del Prado indica que la "maestría de Domingo... sabe conjugar... la atención minuciosa y descriptiva... sin caer en el preciosismo miniaturista, combinada con una extraordinaria soltura técnica..."
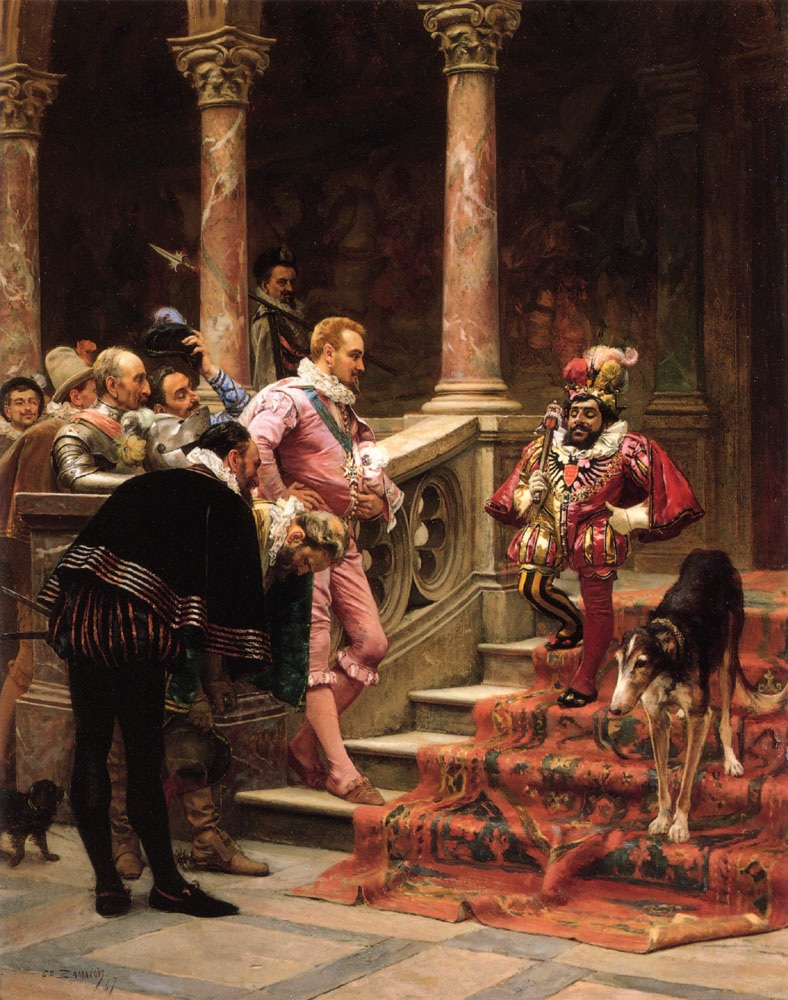
El favorito del rey, de Eduardo Zamacois, obra muy admirada en el Salón de París de 1868.
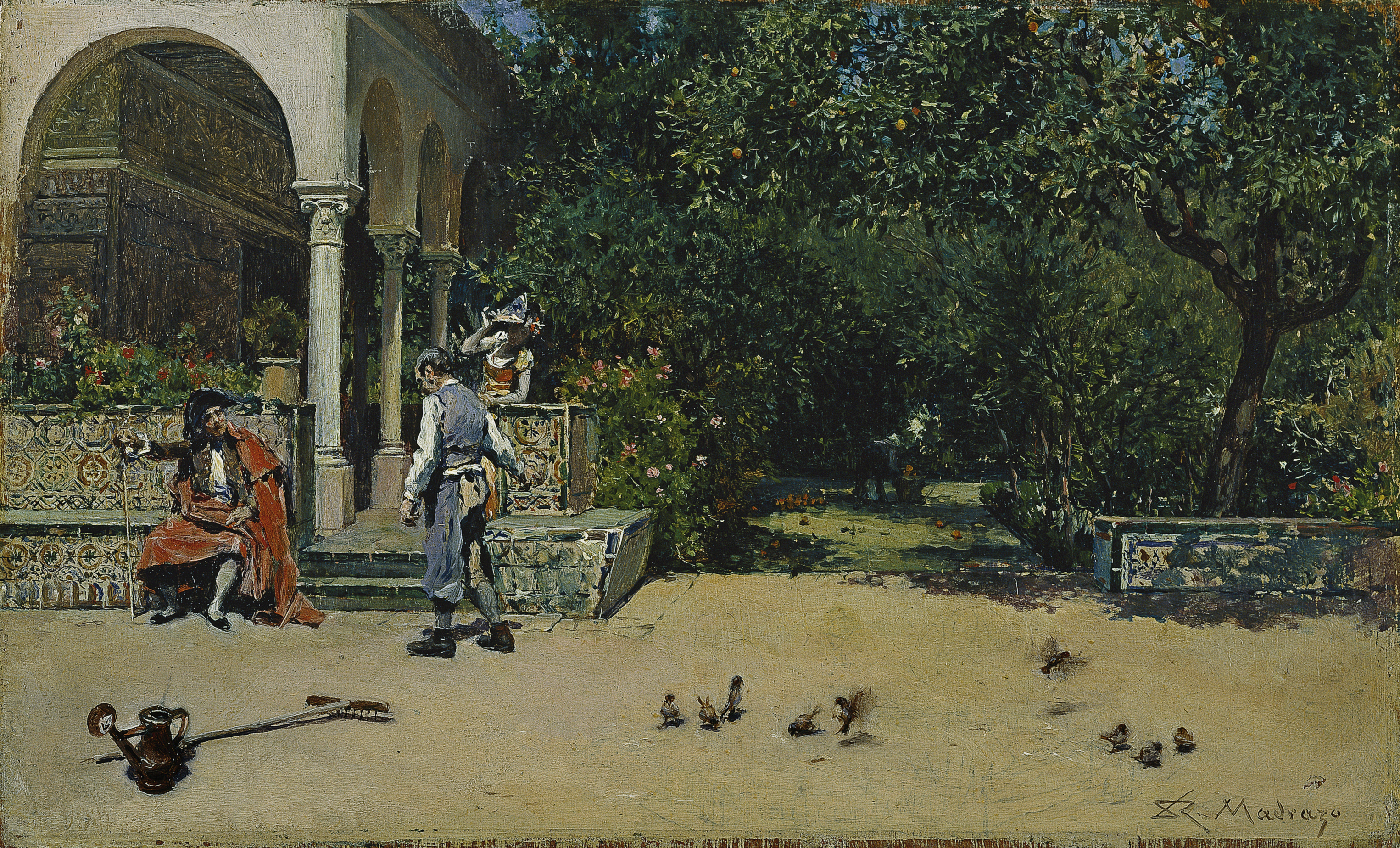
Escena de casacón en los jardines del Alcázar de Sevilla, de Raimundo Madrazo, 1868.

Tras la muerte de Fortuny (1874), un amigo suyo, Vicente Palmaroli, tuvo éxito en París cultivando el género preciosista o de tableautin, con obras que alcanzaron incluso el mercado de Estados Unidos.
Entre otros pintores más o menos próximos al género se consideran: Simón Gómez Polo, Francisco Domingo Marqués, Ignacio Pinazo, Manuel Gómez-Moreno González, Manuel García Hispaleto, José Chaves Ortiz, Joaquín Pallarés, Antonio Fabrés, José Armet, Luis Álvarez Catalá, José Moreno Carbonero, los hermanos Jiménez Aranda (José, Luis y Manuel), Vicente March, Juan Pablo Salinas Teruel, Salvador Sánchez-Barbudo, Joaquín María Herrer, etc.

Más alejado, también se cita a Ramón Martí Alsina. La utilización del adjetivo "preciosista" en la caracterización técnica de pintores de anterior época no significa su adscripción al Preciosismo como estilo, aunque sí puedan considerarse precedentes; por limitarse tan solo a la primera mitad del XIX, Zacarías González Velázquez, Vicente López Portaña o Federico de Madrazo (el suegro de Fortuny), los mejores cultivadores del género del retrato entre el Neoclasicismo y el Romanticismo, y cuyo tratamiento de los acabados, particularmente en los ropajes, se destaca como especialmente virtuosista y minucioso.

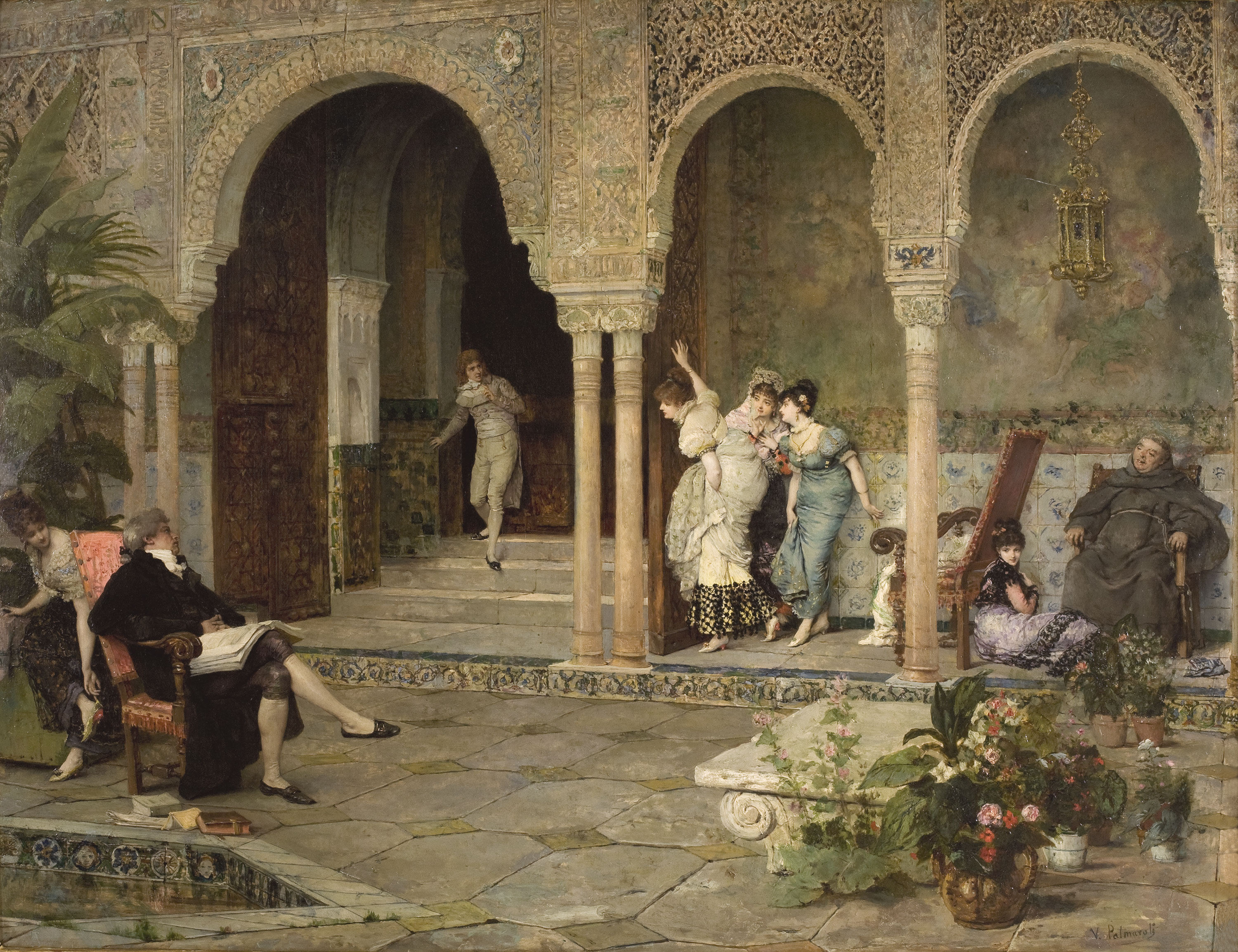
Al escondite, de Vicente Palmaroli, 1896.
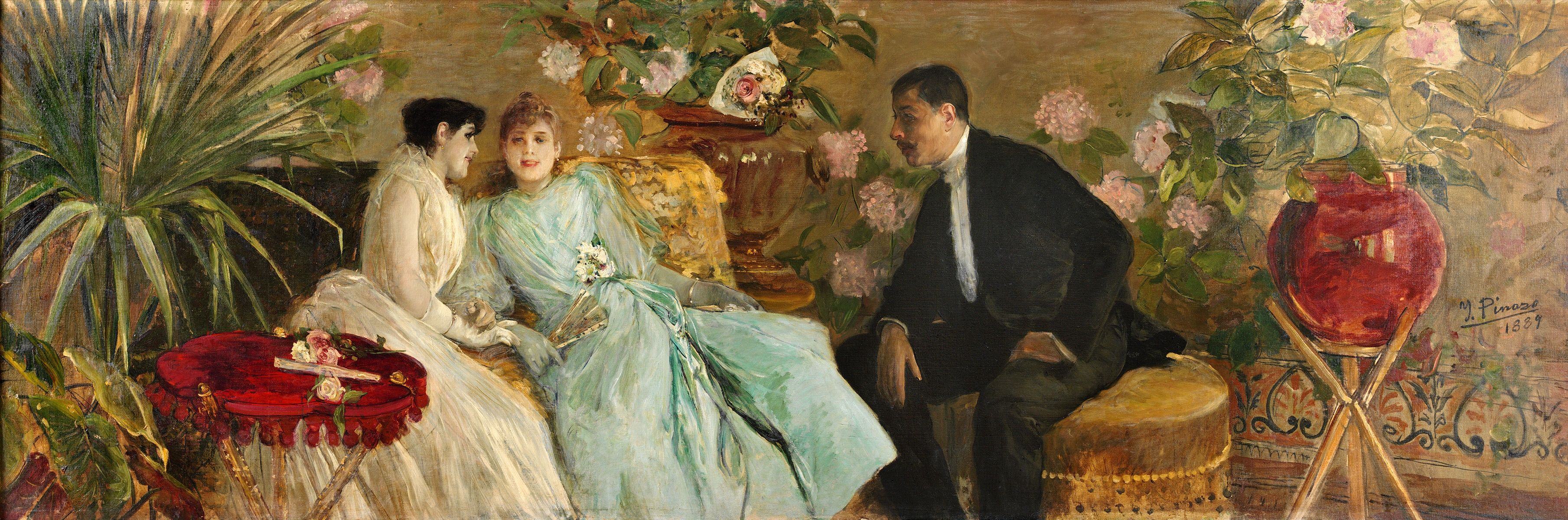
Conversación en la serre, de Ignacio Pinazo, 1889.
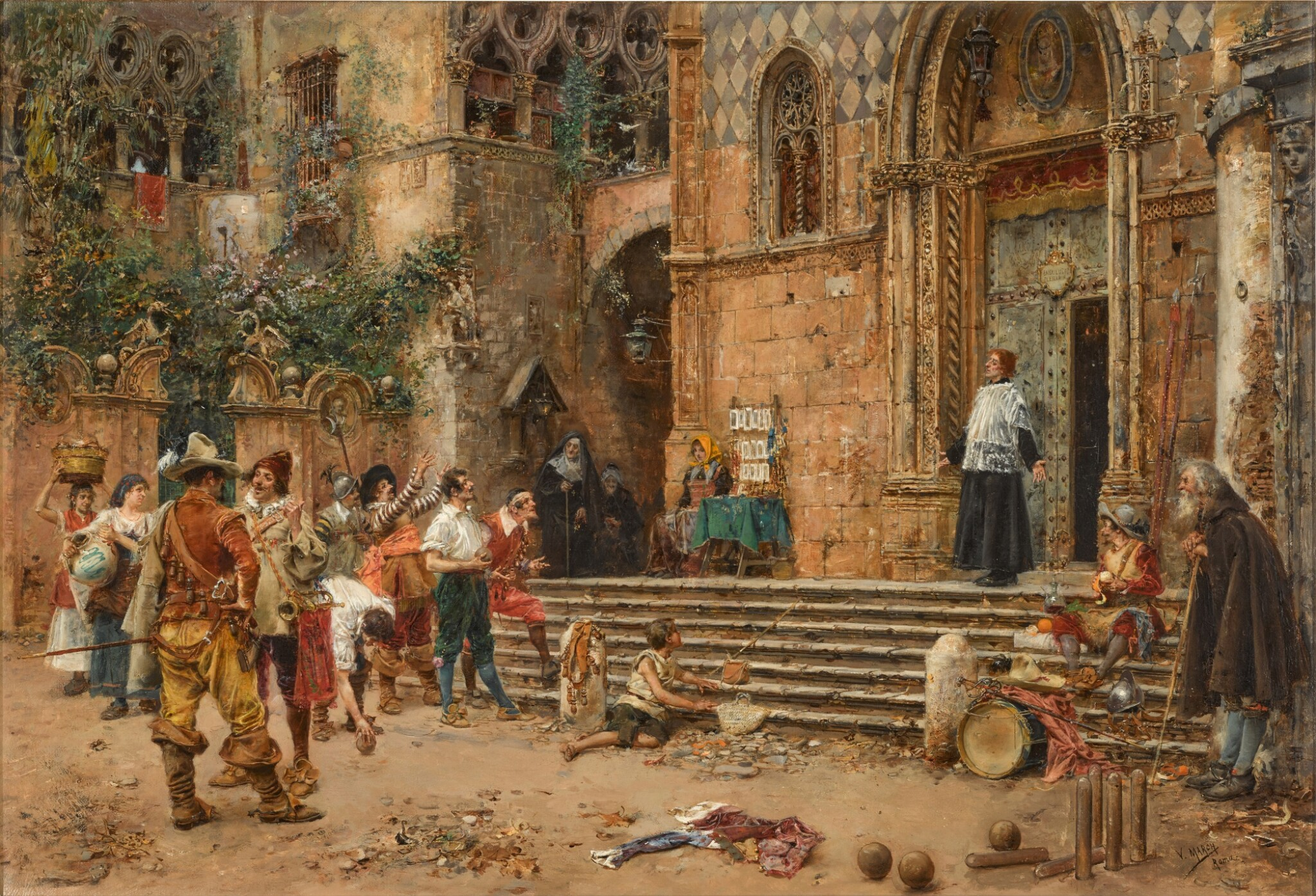
El corista y los alborotadores, de Vicente March.
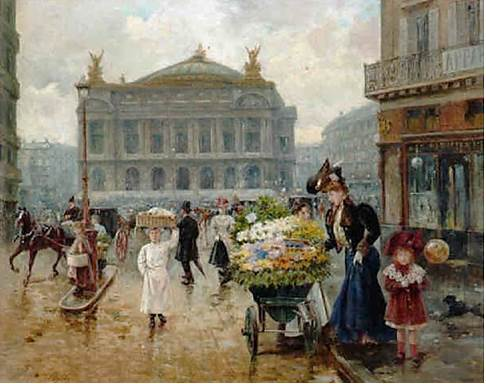
Paris, Place de l'Opera, de Joaquín Pallarés.
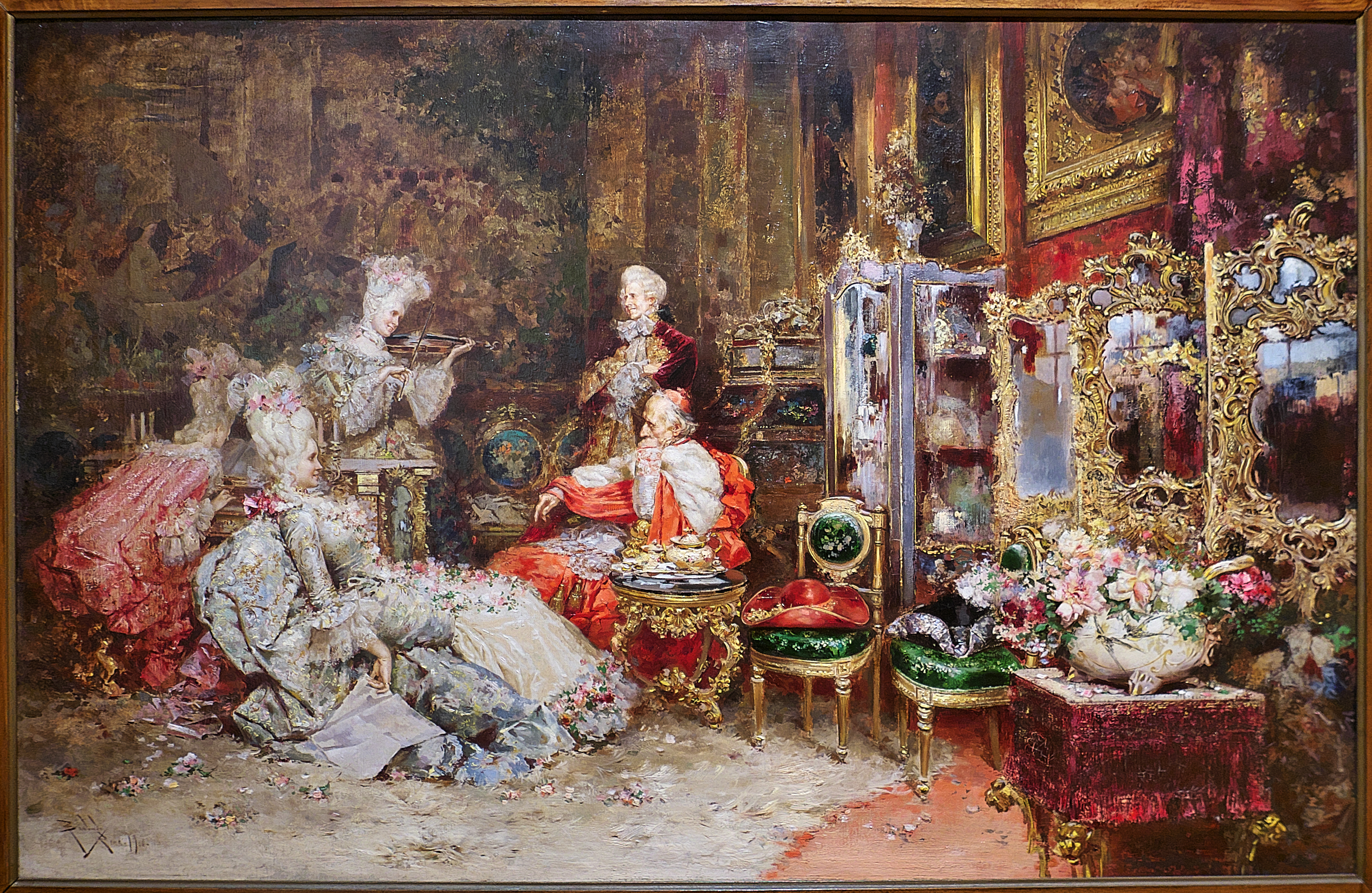
El concertino para el Cardenal, de Salvador Sánchez-Barbudo.
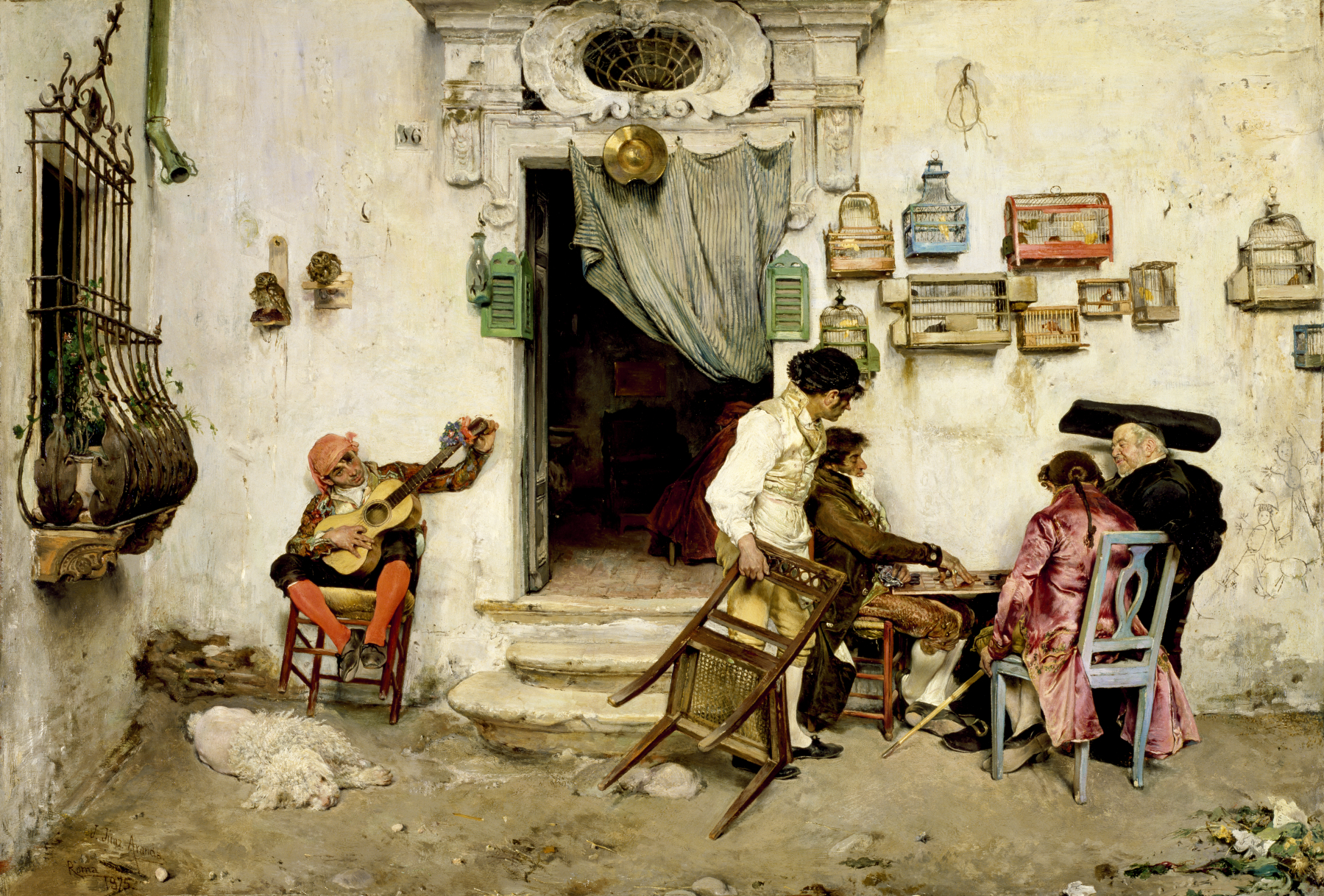
La barbería de Fígaro, de José Jiménez Aranda, 1875.
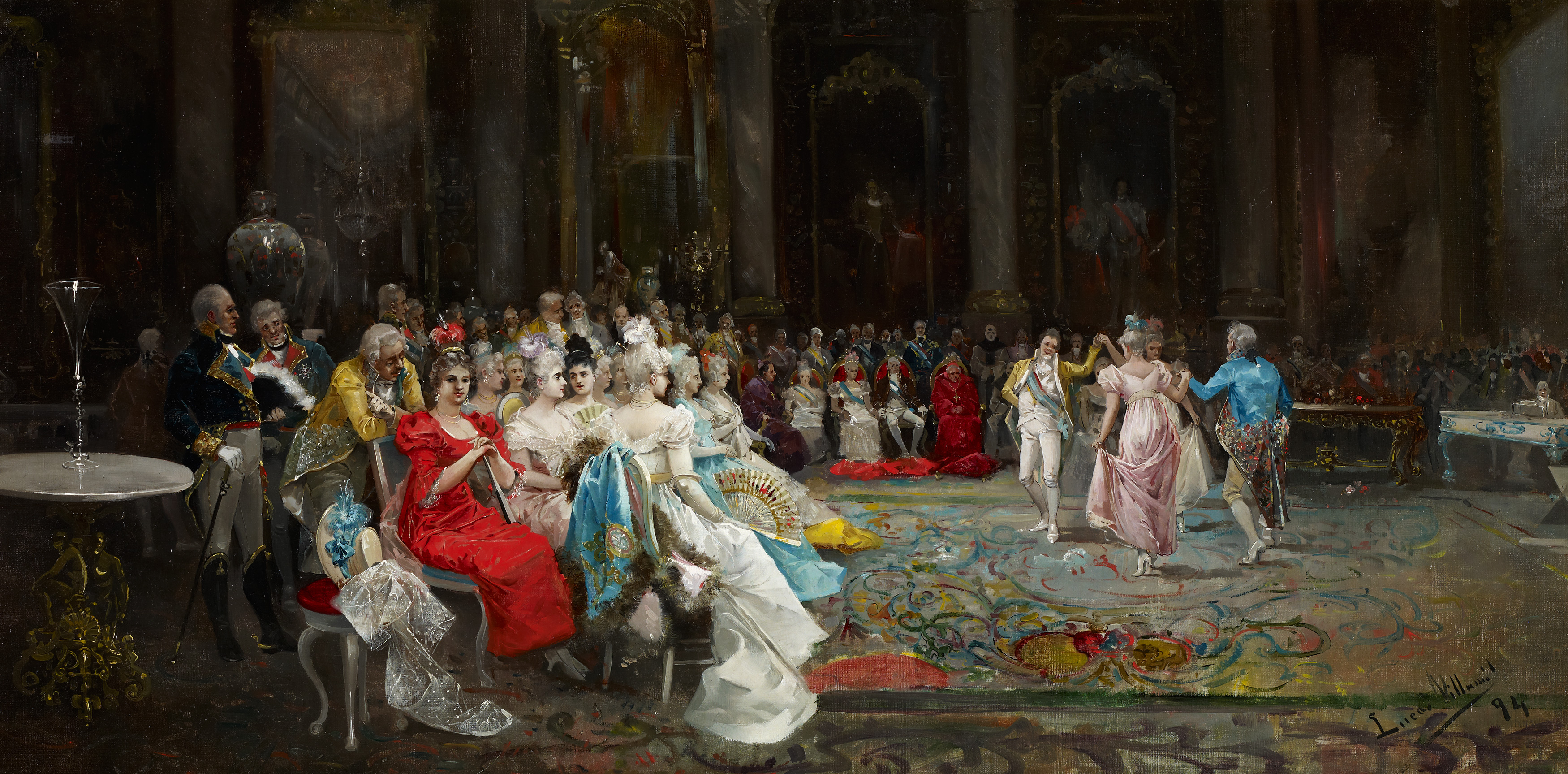
Baile en palacio, de Eugenio Lucas Villaamil, 1894. Ilustra perfectamente el escapismo añorante del Antiguo Régimen; "... alguien que vivió lo viejo y lo nuevo, el cínico y elegante Talleyrand había declarado: “El que no hizo el amor en el Antiguo Régimen, ignora lo que es la alegría de vivir”."
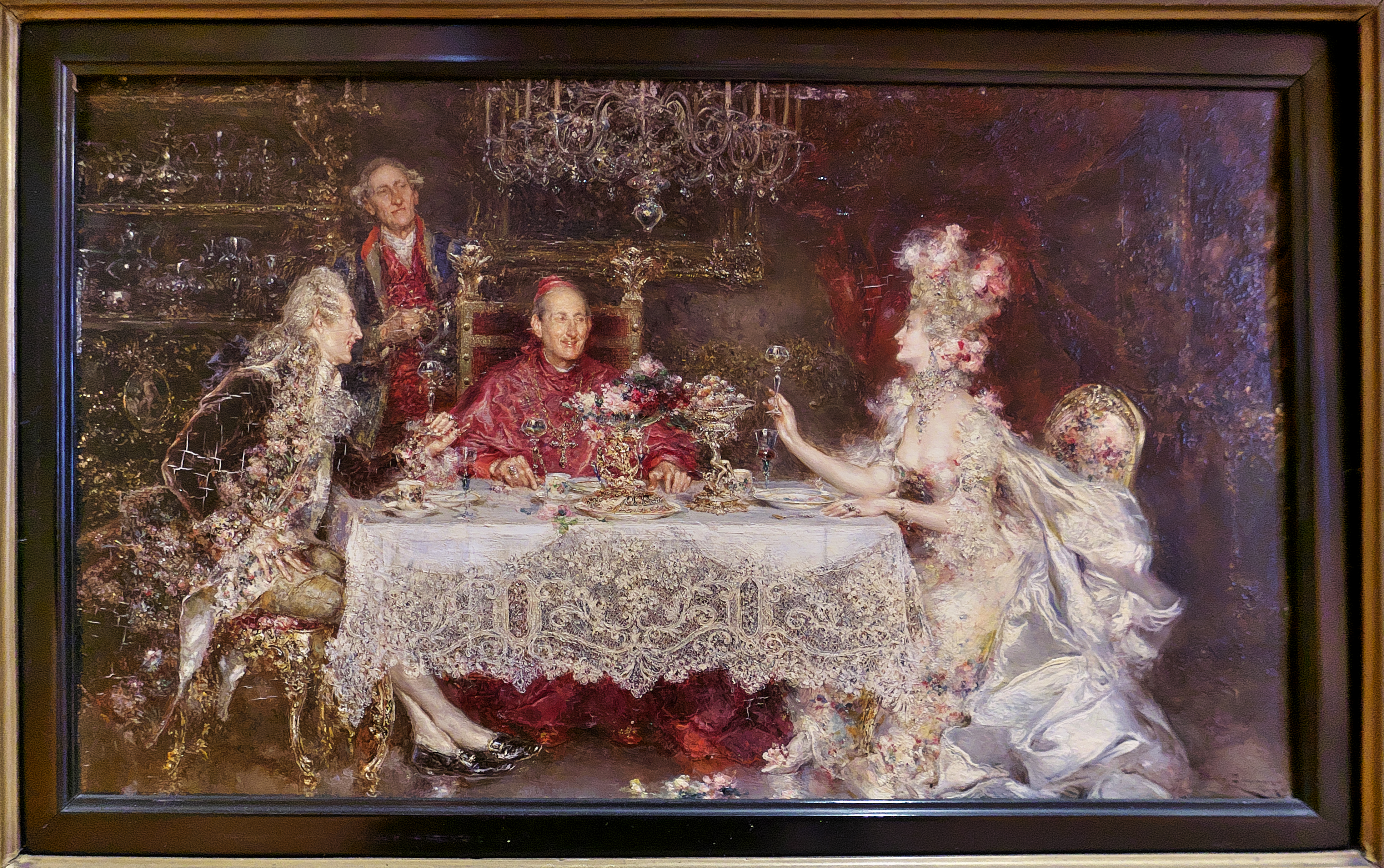
Brindis con el cardenal, de Juan Pablo Salinas Teruel, 1915.
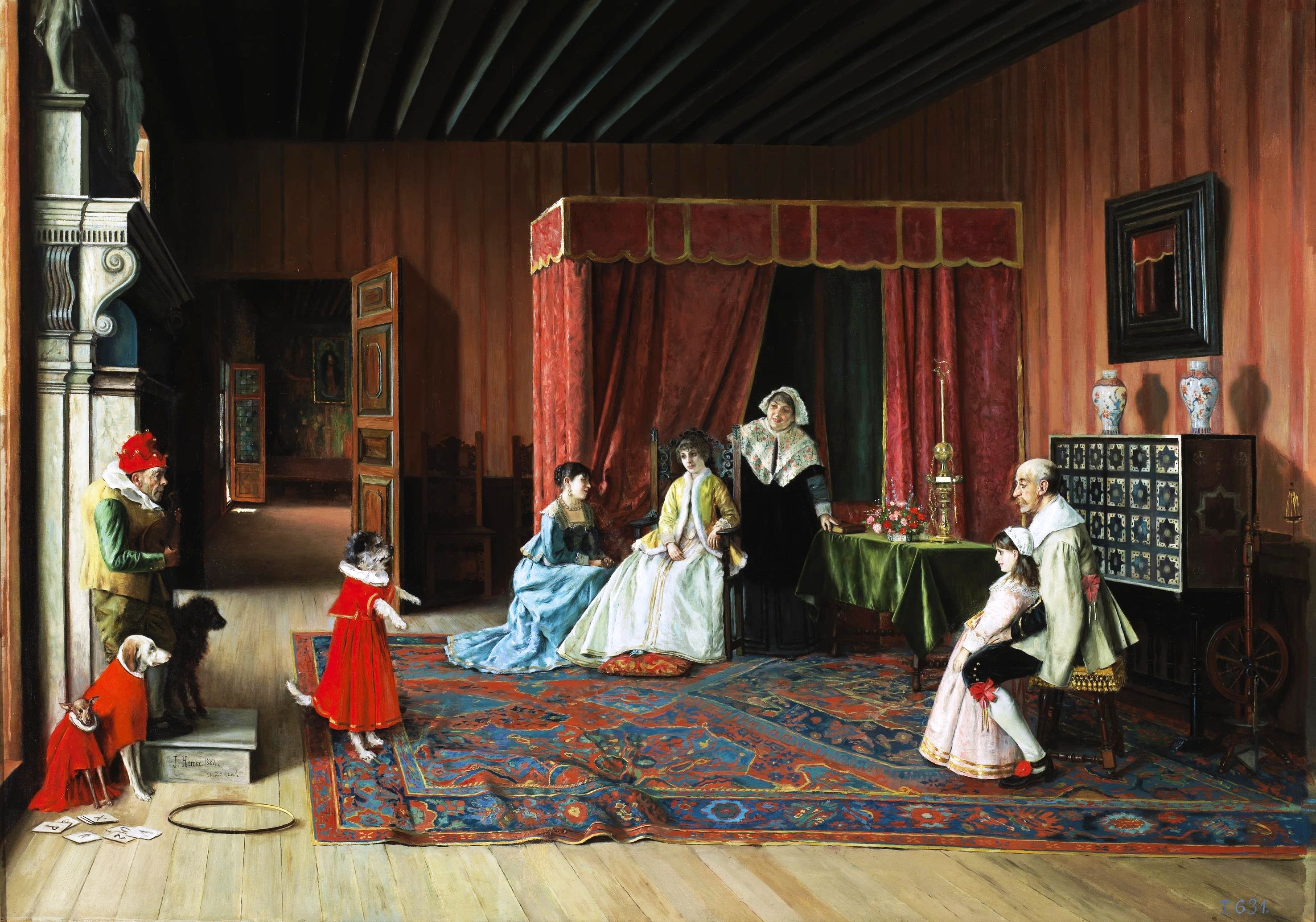
Pasatiempo, de Joaquín María Herrer, 1884.

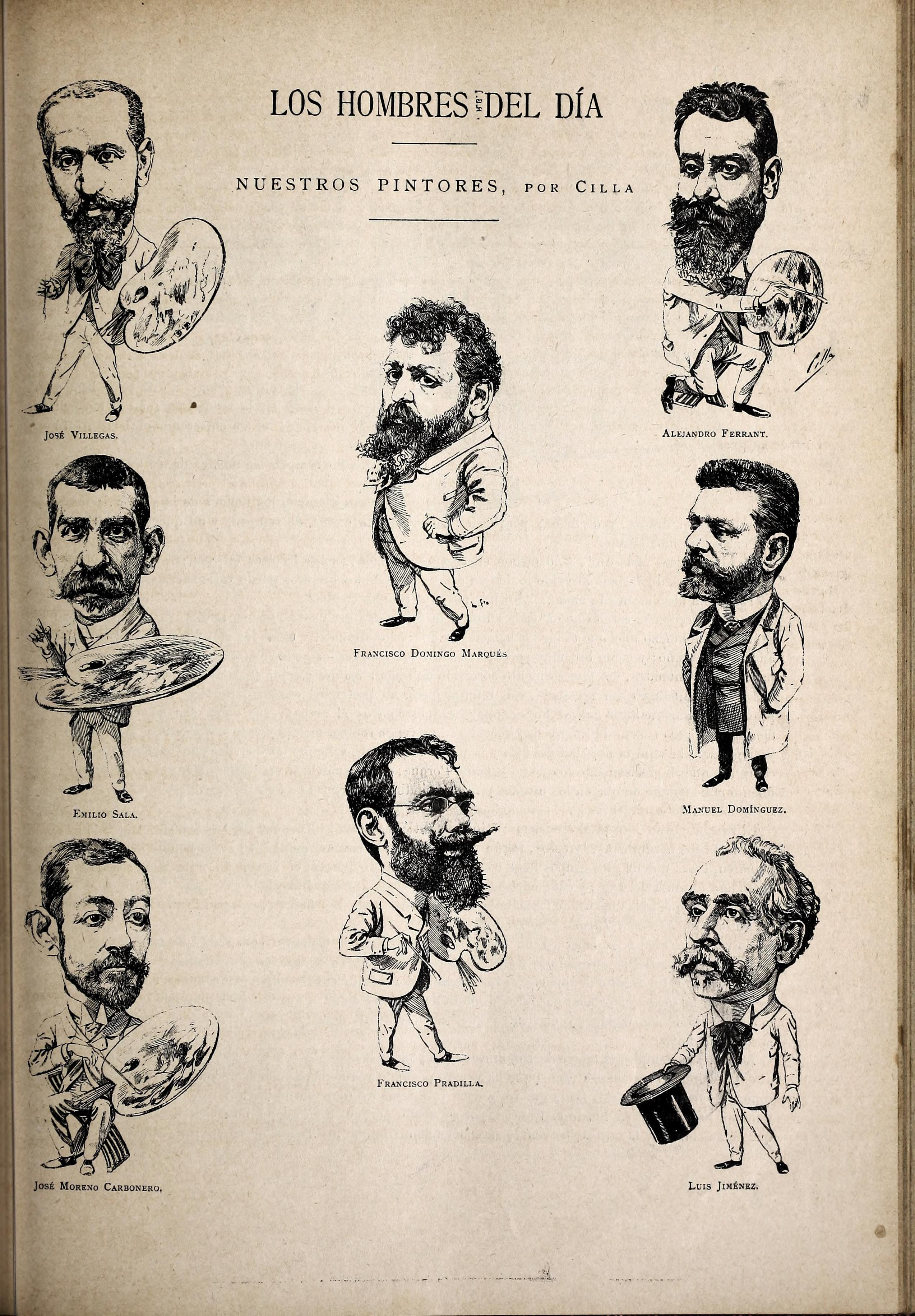
Caricaturas de José Villegas Cordero, Emilio Sala, José Moreno Carbonero, Francisco Domingo Marqués, Francisco Pradilla, Alejandro Ferrant, Manuel Domínguez y Luis Jiménez Aranda; por Ramón Cilla, en Blanco y Negro, 3 de abril de 1892.

## Preciosismo y orientalismo
Los tableautins orientalistas (es decir, los ambientados en el Norte de África, a pesar de la impropiedad geográfica de tal denominación -hay también algún uso de la etiqueta "pintura africanista"-), que comparten cronología y (hasta cierto punto) autores, estilo y técnica pictórica con los historicistas y los costumbristas ambientados en España; tienen una temática solo relativamente diferente de ellos, pues se basan también en el exotismo escapista demandado por la clientela burguesa del mercado artístico. Si bien el orientalismo francés se inicia antes, en la pintura romántica (con Delacroix, y posteriormente con Alfred Dehodencq o Jean-Joseph Benjamin-Constant), como corresponde al inicio de la colonización francesa de Argelia; en la pintura española coincide su inicio con la experiencia marroquí del mismo autor que se considera el referente del Preciosismo: Mariano Fortuny (que recorre el norte de Marruecos como cronista gráfico del ejército español en la guerra de África en 1860-1862, tomando apuntes para obras del género pintura de batallas -La batalla de Tetuán y La batalla de Wad-Ras- y detalles costumbristas -La odalisca-, en obras de pequeño formato en las que insistirá durante su segundo viaje a la misma zona, en 1871 -Marroquíes-), sigue con pintores vinculados a él, como Francisco Lameyer, Bernardo Ferrándiz y Josep Tapiró, y continúa durante las décadas finales del siglo XIX y toda la primera mitad del siglo XX (Antonio Fabrés, Ulpiano Checa, Salvador Viniegra, José Navarro Llorens, etc. -se llegan a citar más de un centenar de pintores "orientalistas de la escuela española"-). Rafael Argelés, comisionado por la Liga Africanista Española, realizó viajes a Marruecos en 1923 y 1928. Mariano Bertuchi, además de su obra pictórica, diseñó los sellos de correos del protectorado (1928-1955) y otros para las provincias africanas de Ifni y Sáhara. El interés por la zona (tanto desde el punto de vista cultural como socioeconómico, político, geoestratégico y militar) se denomina genéricamente "africanismo español".

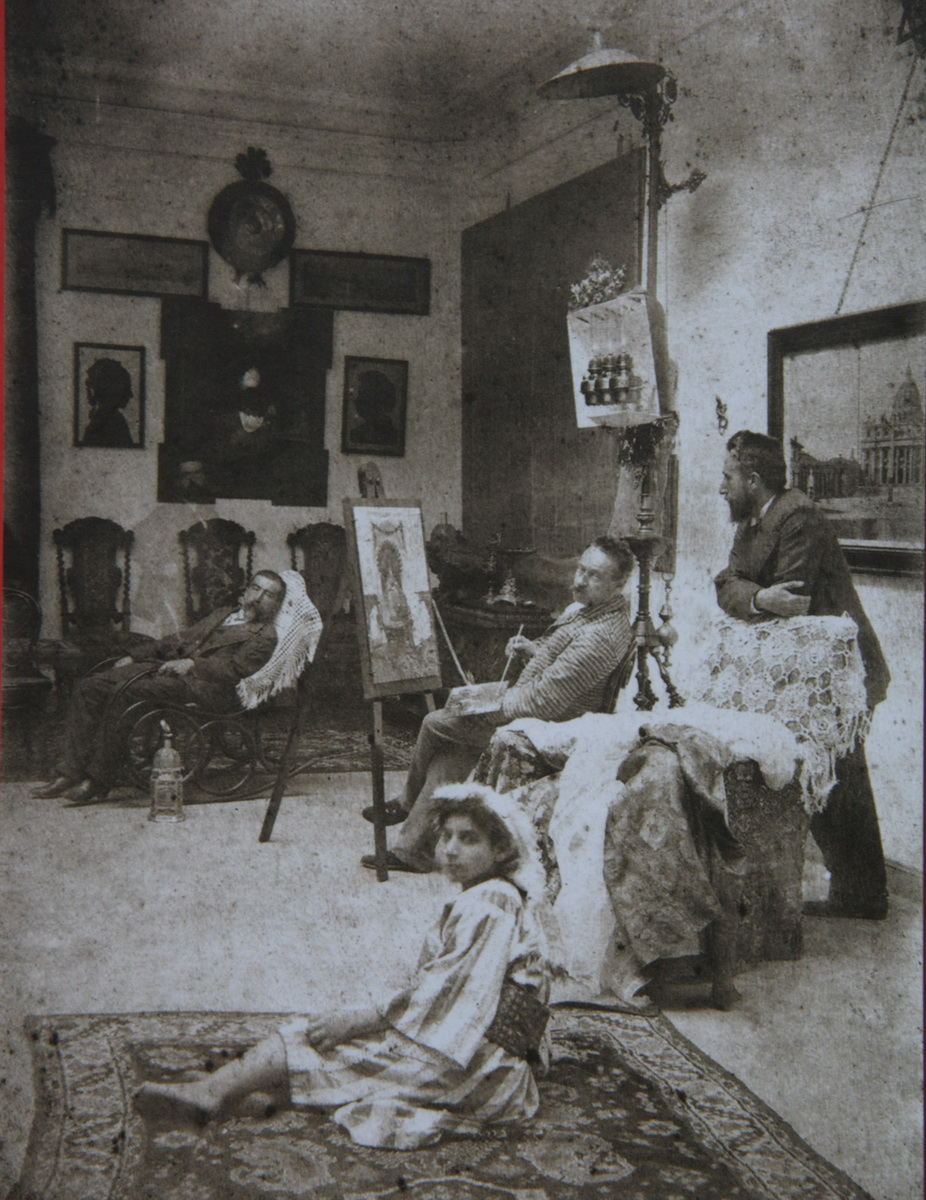
Fotografía de Josep Tapiró en su taller de Tánger, 1892.
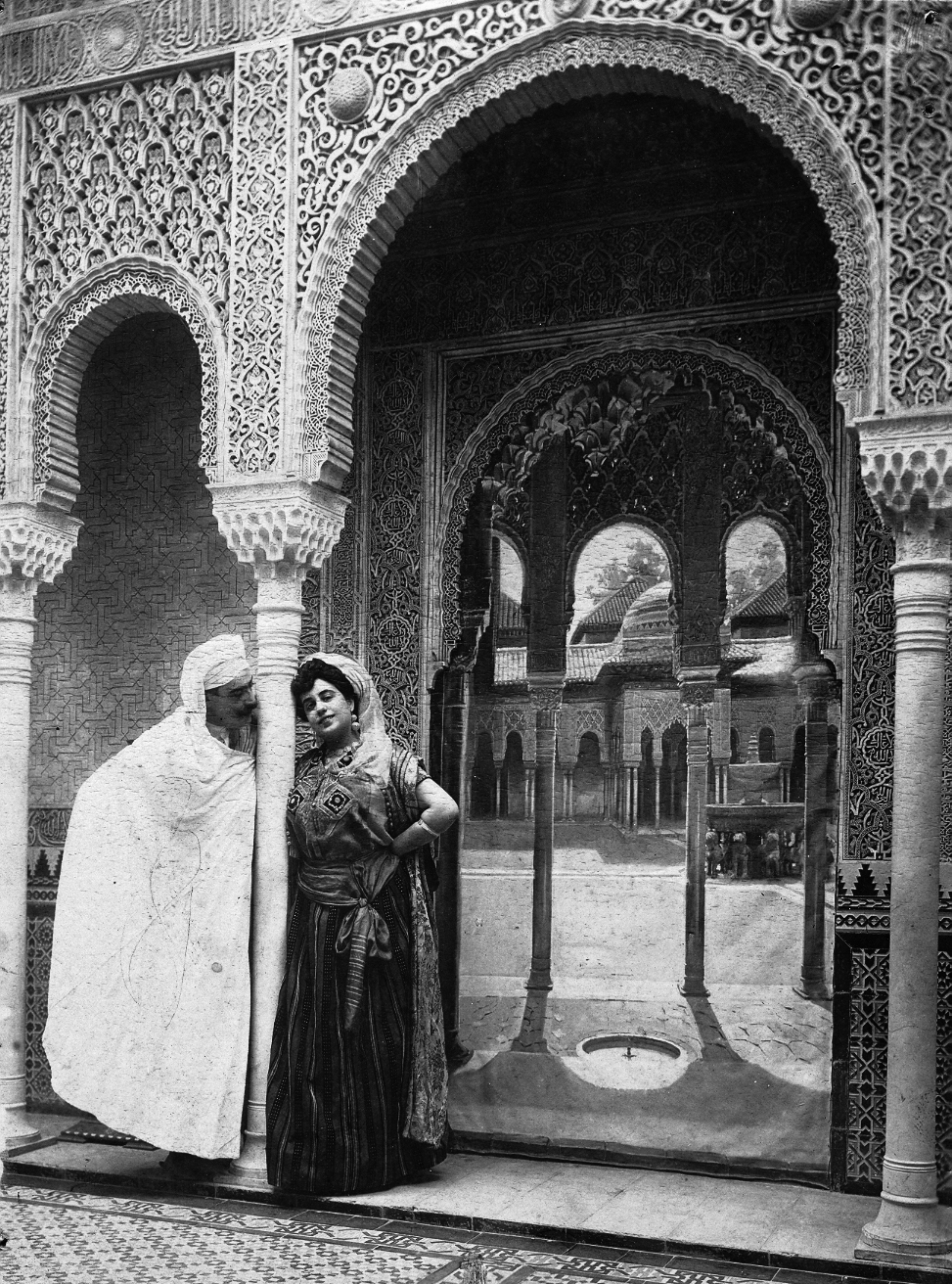
Fotografía de Mariano Bertuchi y su mujer en la Alhambra de Granada ataviados "a lo moro".

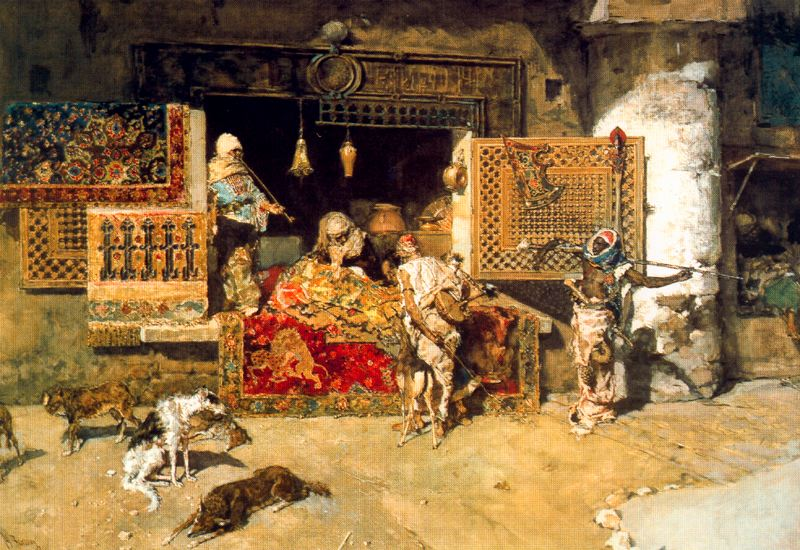
El vendedor de tapices, de Mariano Fortuny, 1870.
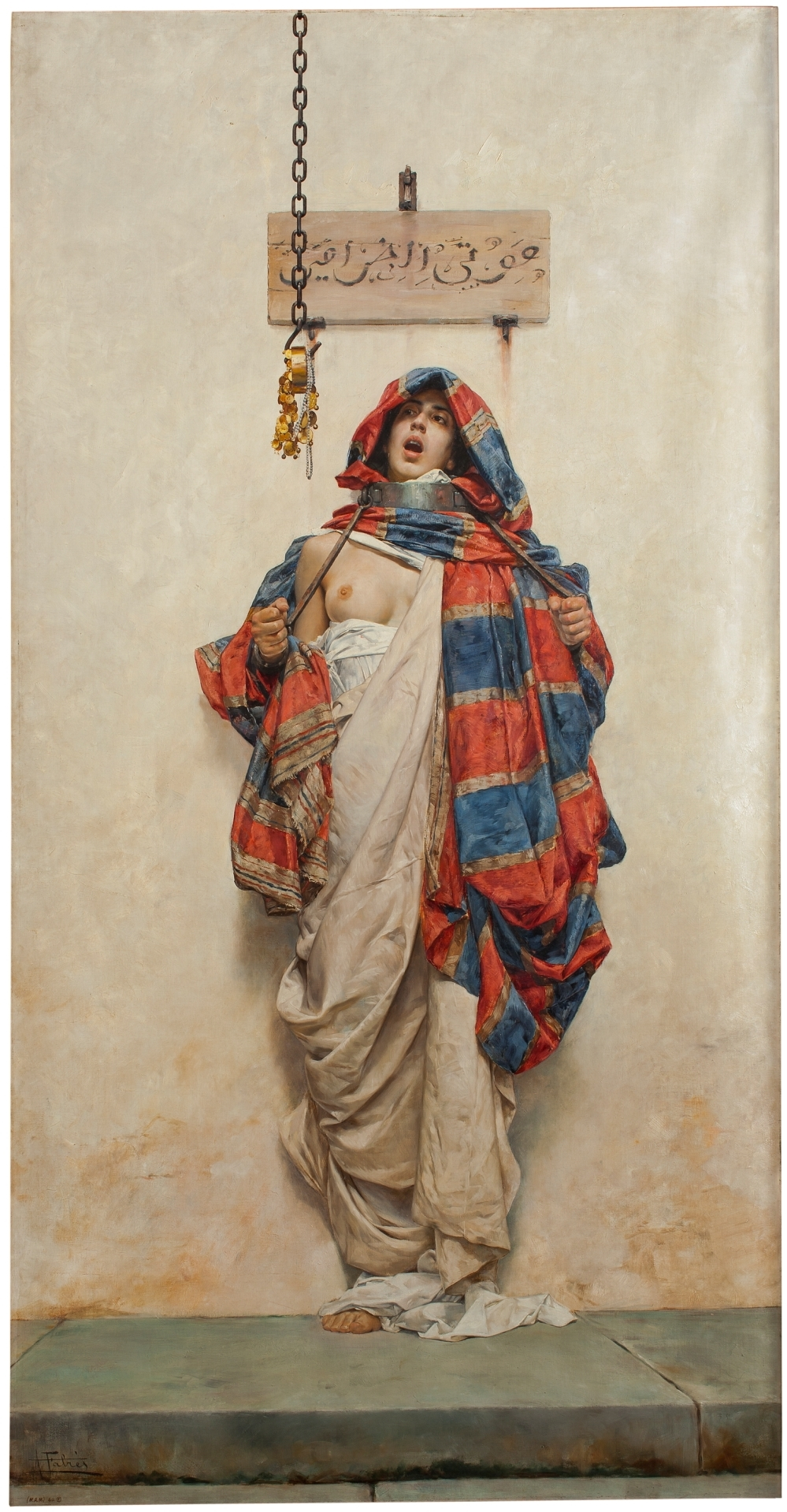
La esclava, de Antonio Fabrés, 1886.
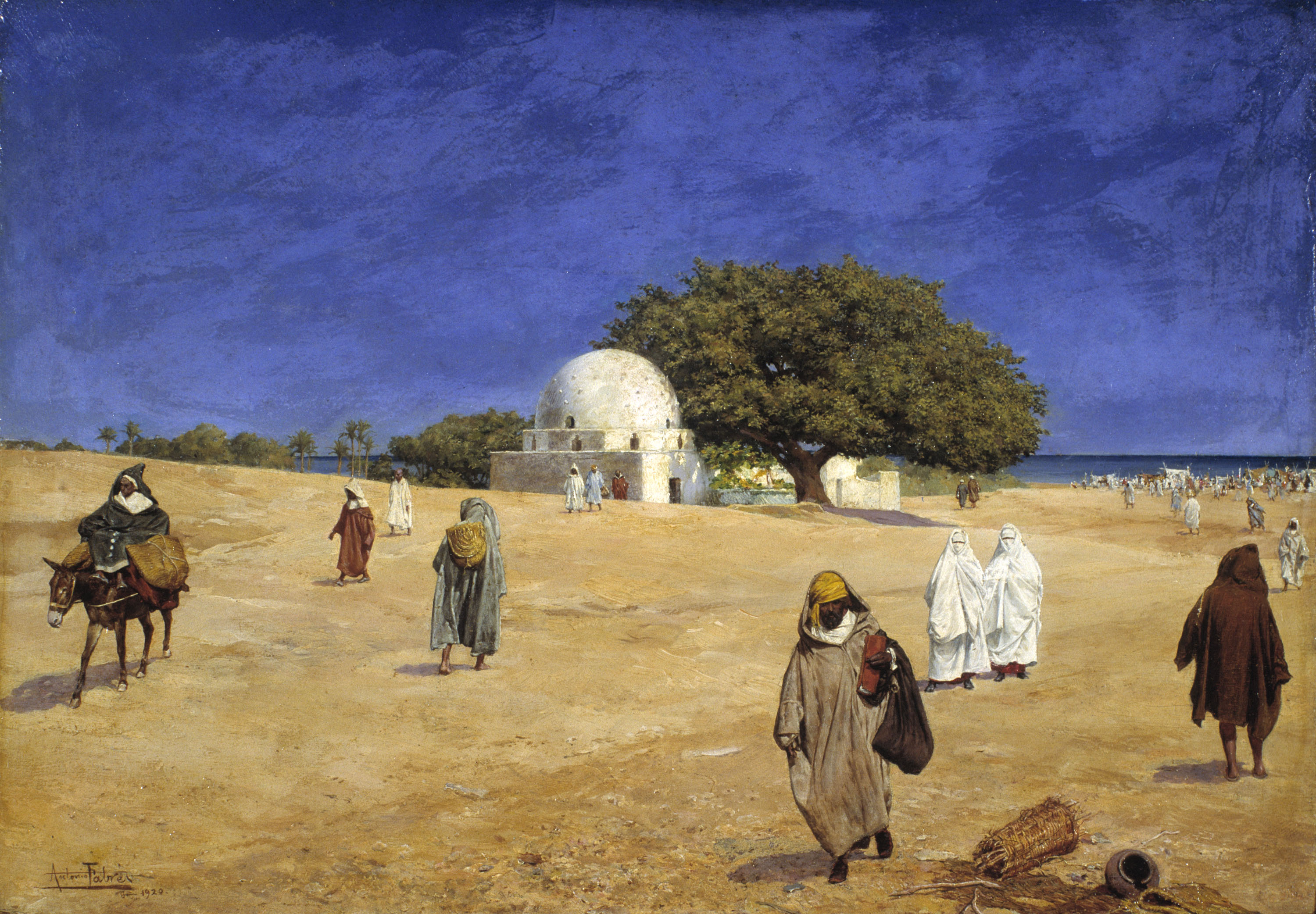
Peregrinaje marroquí, de Antonio Fabrés, 1920.
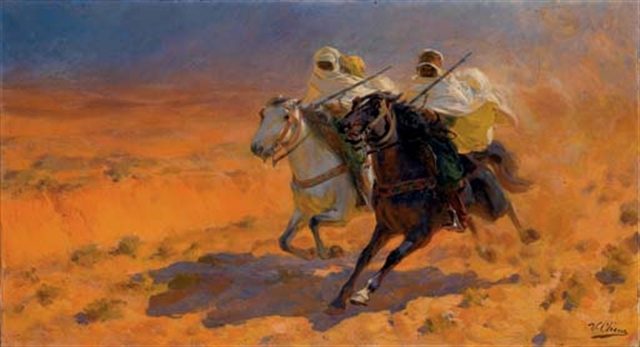
Fantasía, de Ulpiano Checa. La exhibición ecuestre denominada "fantasía" o "juego de pólvora" es objeto de un subgénero por sí misma.
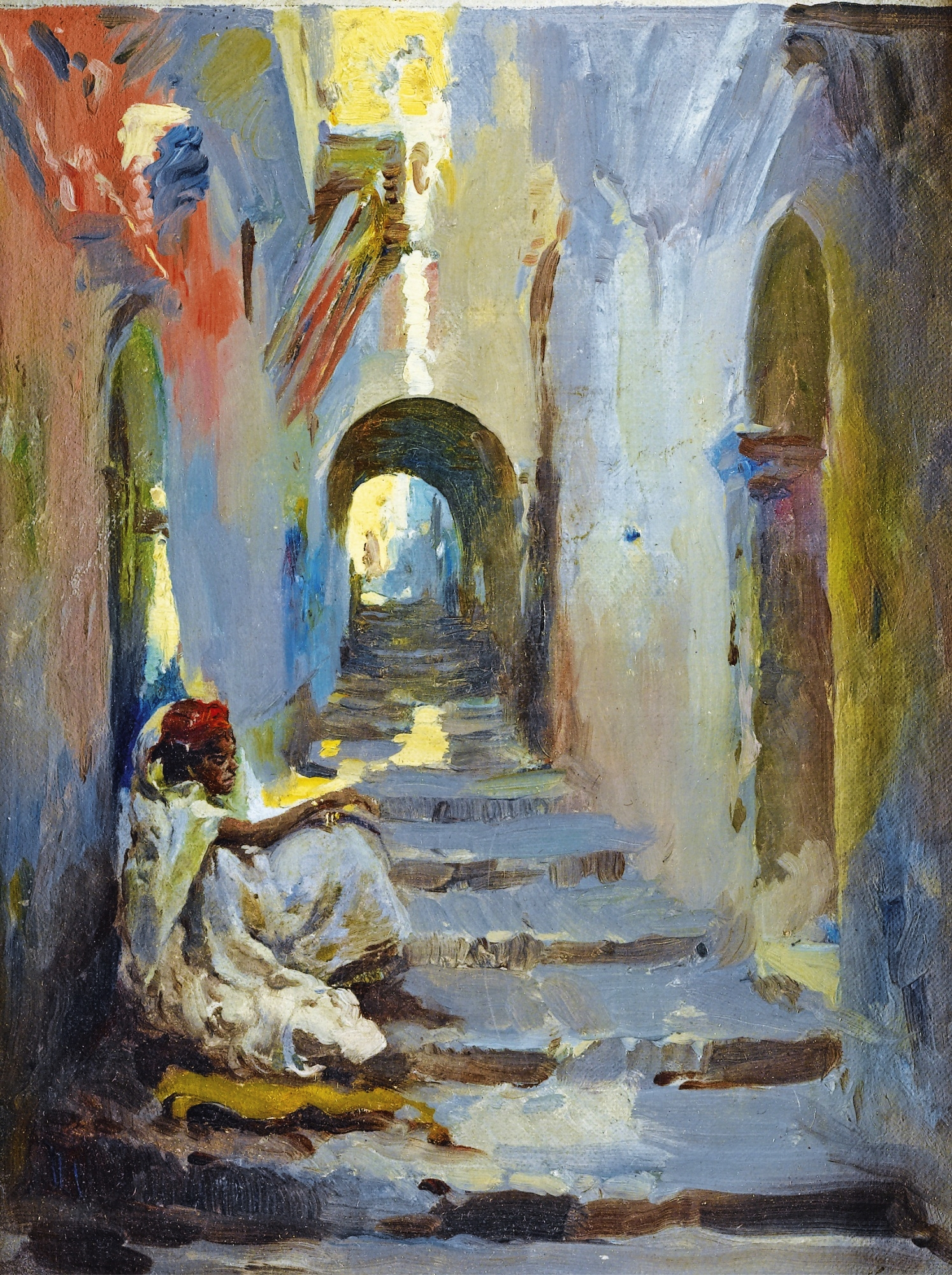
Escalera en la medina, de José Navarro Llorens.
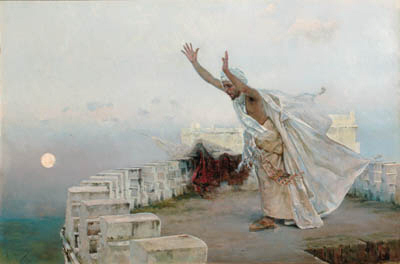
Oración de la mañana, de Salvador Viniegra.

## Monaguillismo
En el periodo entre siglos se habló de "monaguillismo", una moda o tendencia intermedia entre el preciosismo "de casacón" y la pintura social, en la que se solían representar procesiones u otras escenas que permitan el virtuosismo en la representación de los vistosos ropajes eclesiásticos, como los propios de monaguillos. Entre los pintores cultivadores de este género se cita a Gonzalo Bilbao. También Picasso, en alguna de sus obras de infancia, trató el tema: La primera comunión, Monaguillo, Monaguillo dando óleo a una niña, Monaguillo óleo a una vieja; todas fechadas en 1896, cuando tenía 14 años, a pesar de lo cual, se presentó con la primera de ellas a la III Exposición de Bellas Artes e Industrias Artísticas de Barcelona, donde consiguió cierto renombre. En algunas fuentes se utiliza la expresión, más genérica, de "costumbrismo religioso" o de devoción popular.

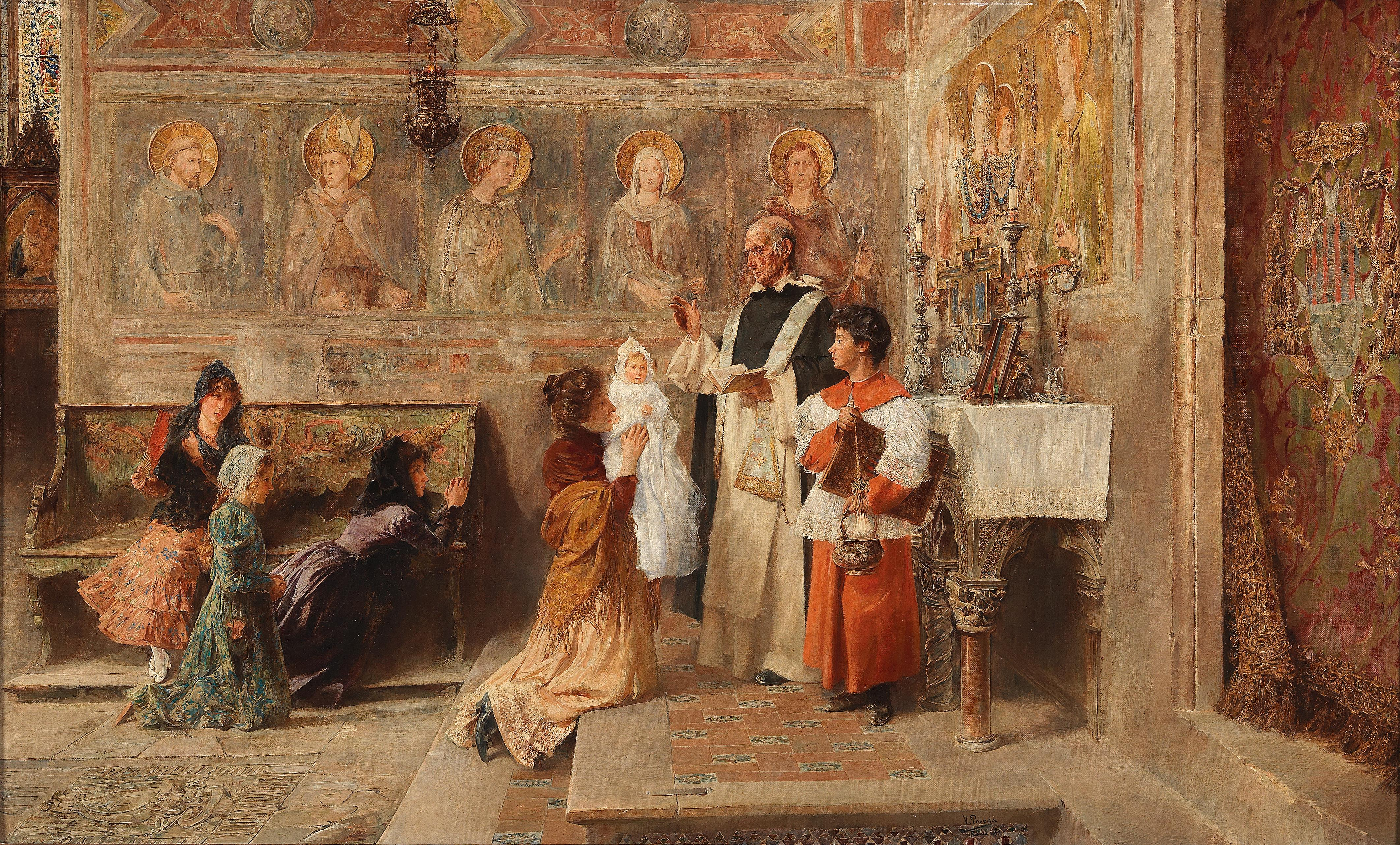
Bautismo en Asís, de Vicente Poveda, 1899. Este lugar parecía ser muy del gusto de los pintores españoles: véase una escena muy similar de José Gallegos Arnosa[73] y otra, muy anterior, más cercana al género "casacón" de José Jiménez Aranda.
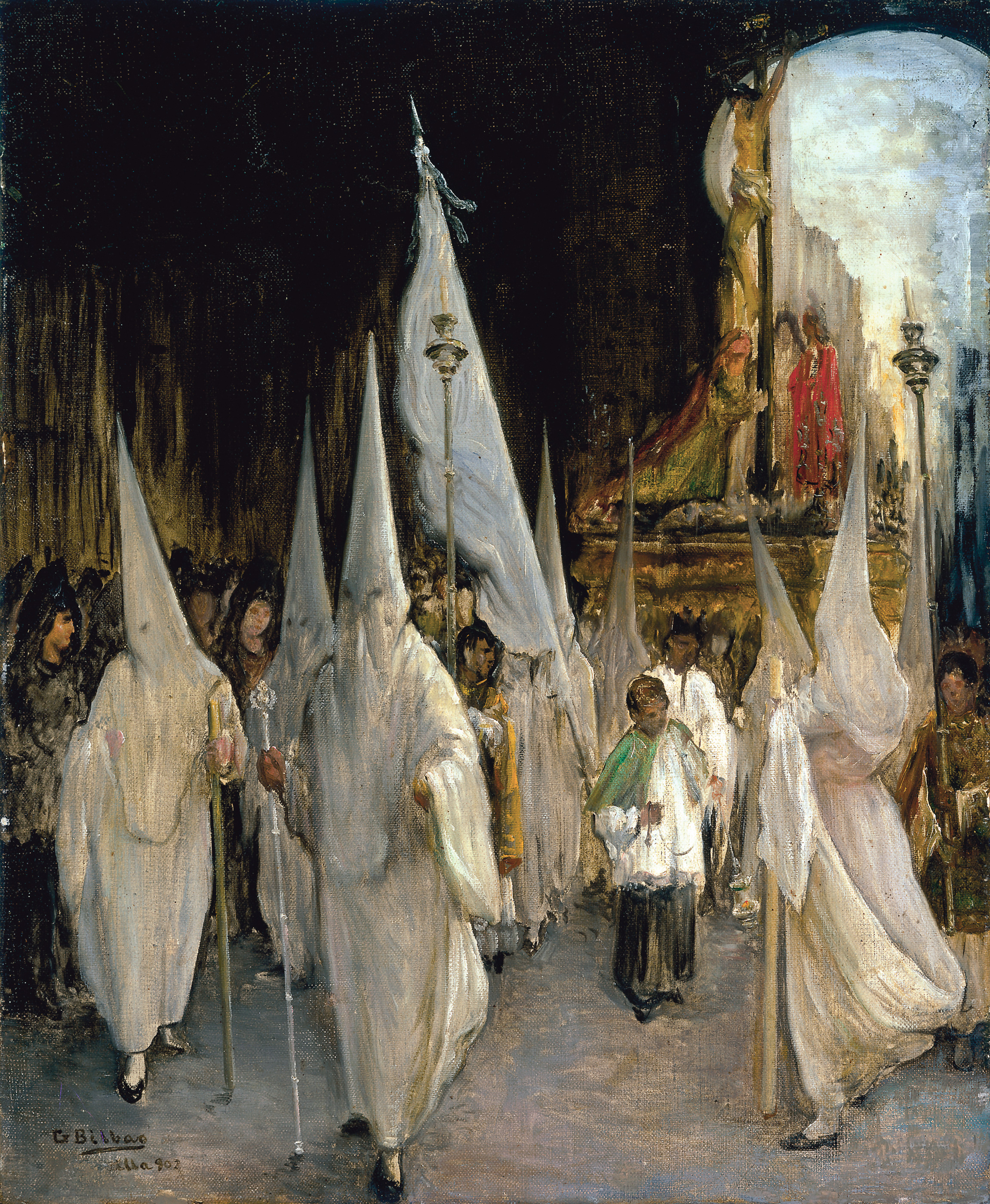
La procesión de las Siete Palabras, de Gonzalo Bilbao, 1902.
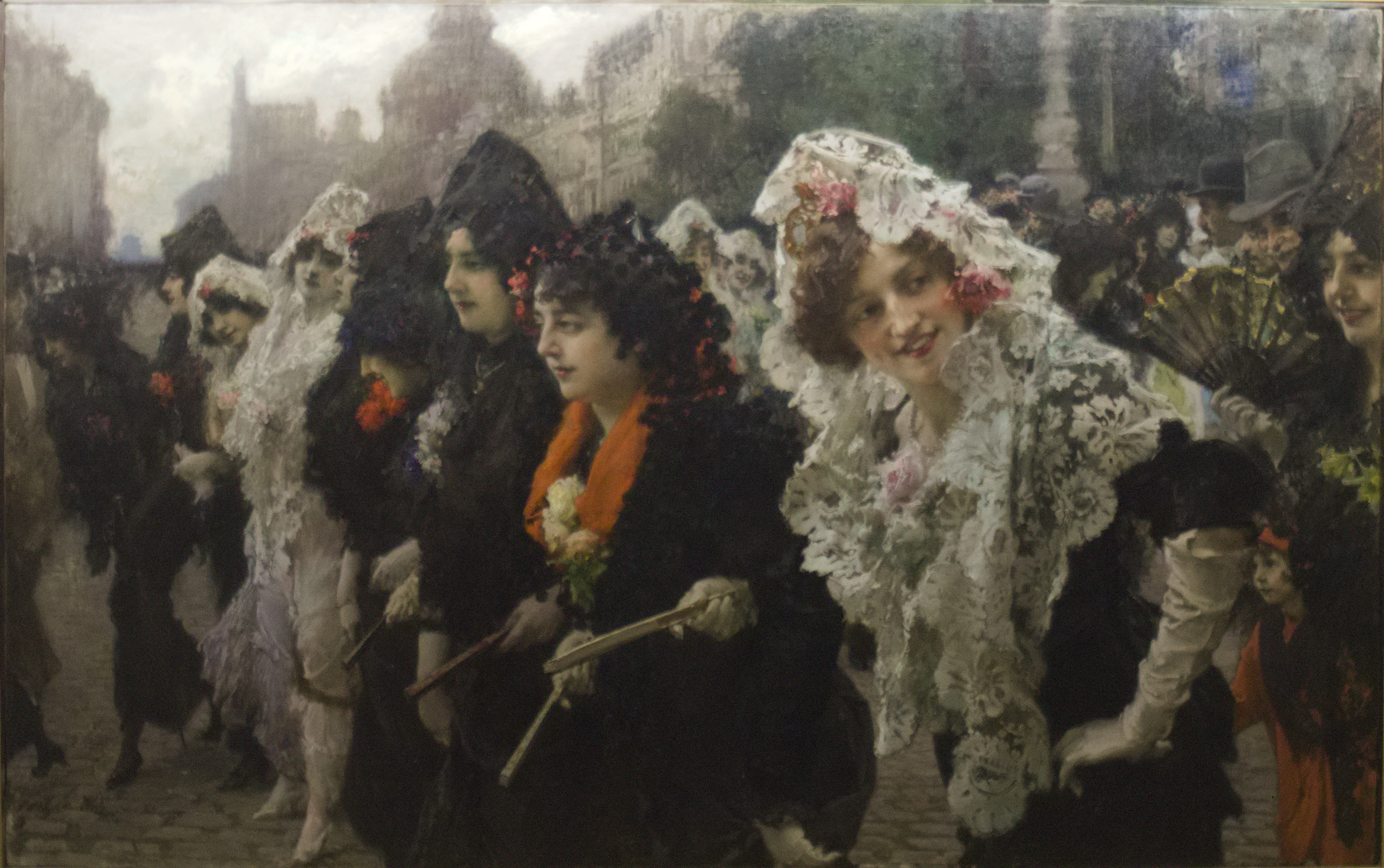
El Viernes Santo en Madrid, paseo de mantillas por la calle de Alcalá, de Francisco Pradilla, 1914.

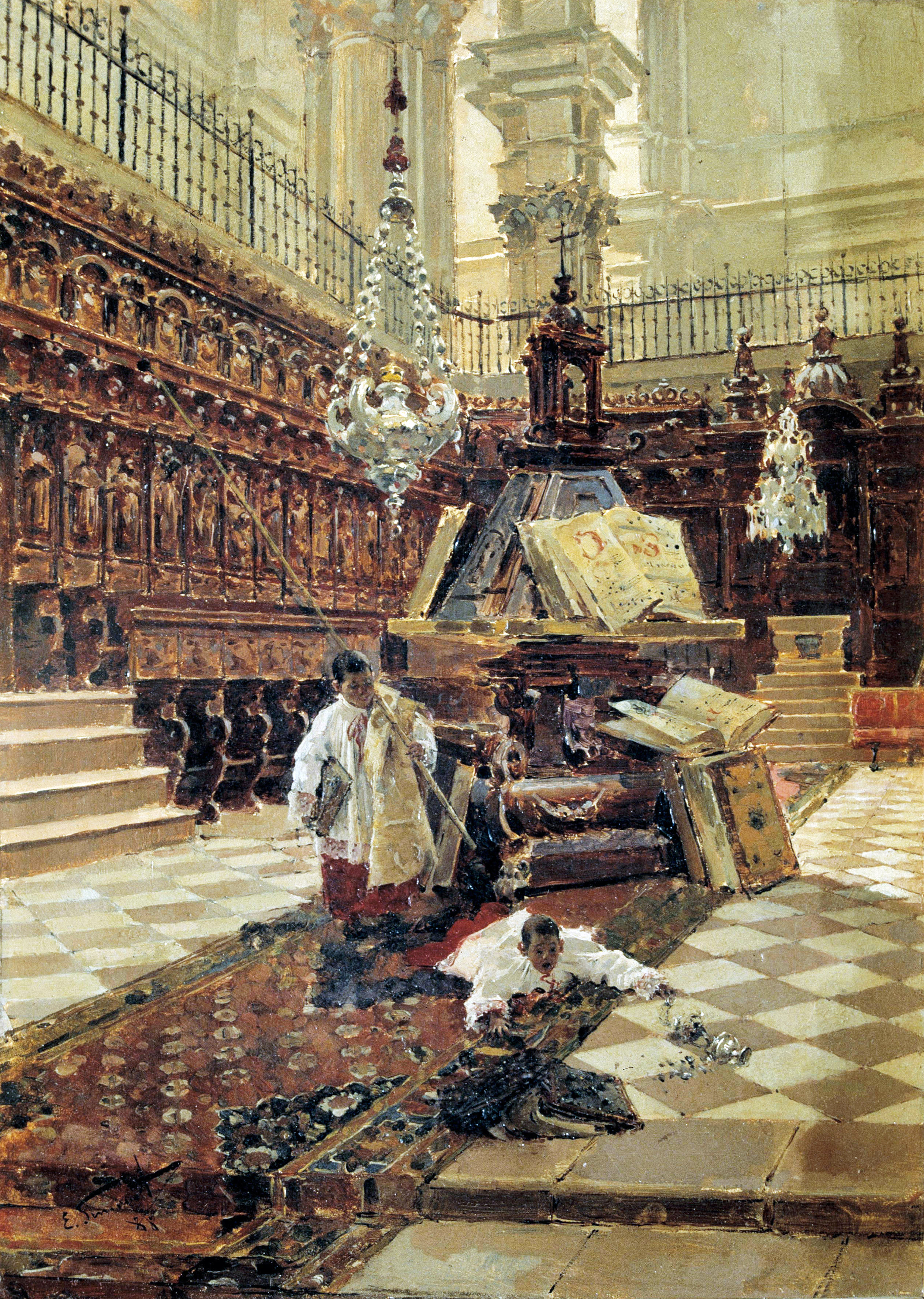
Monaguillos, de Enrique Simonet, 1888.
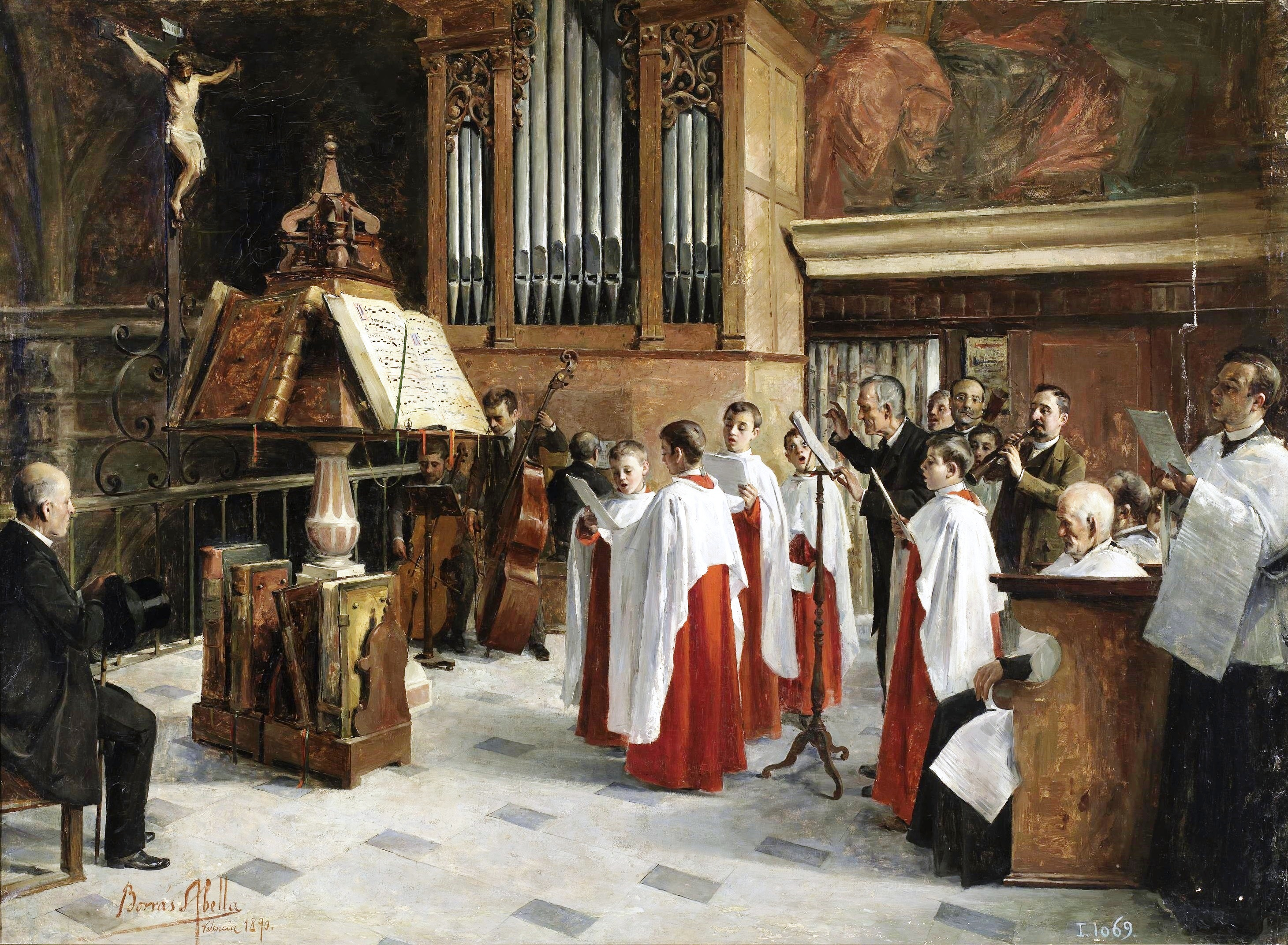
En el coro, de Vicente Borrás y Abella, 1890.
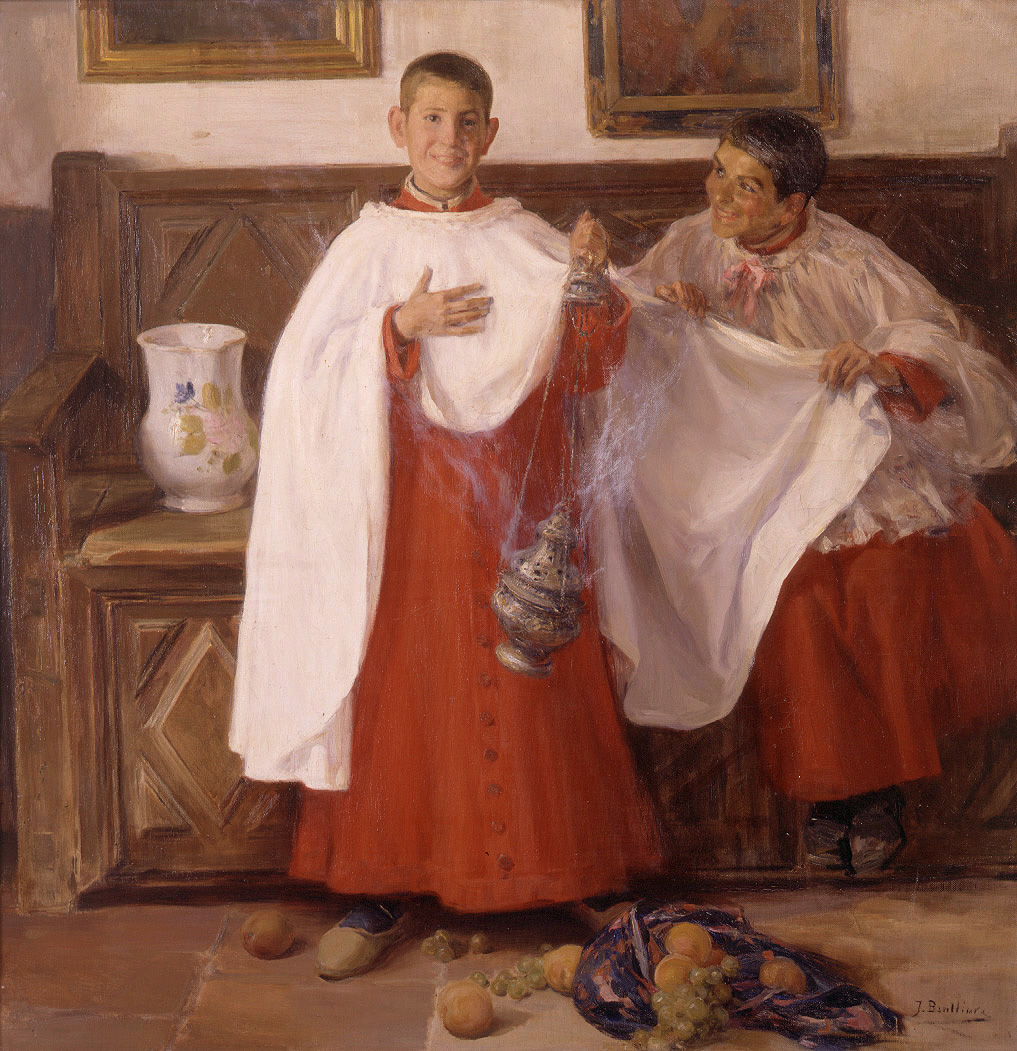
Escolanets, de José Benlliure.
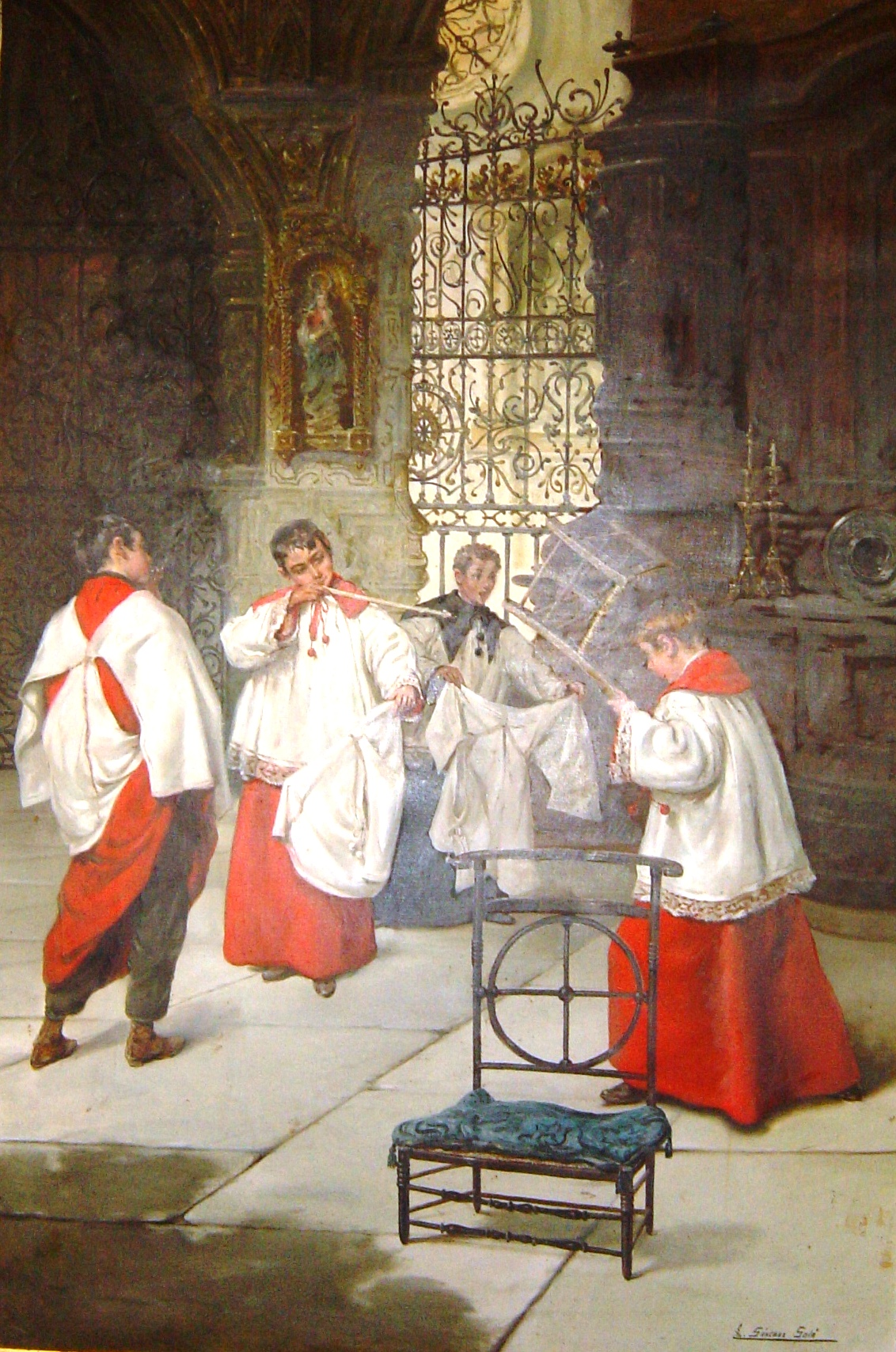
Corto y Ceñido, de Eduardo Sanchez Sola.
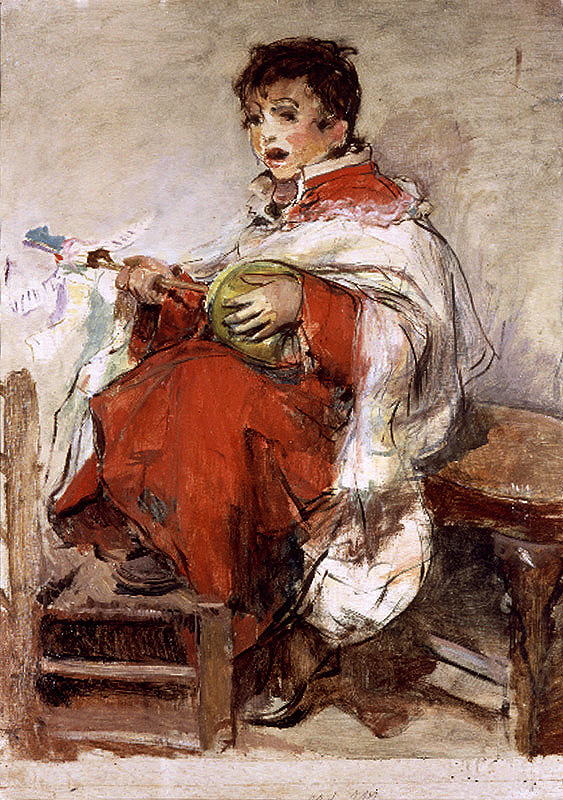
Monaguillo tocando la zambomba, de Ignacio Pinazo, ca. 1893-1895.
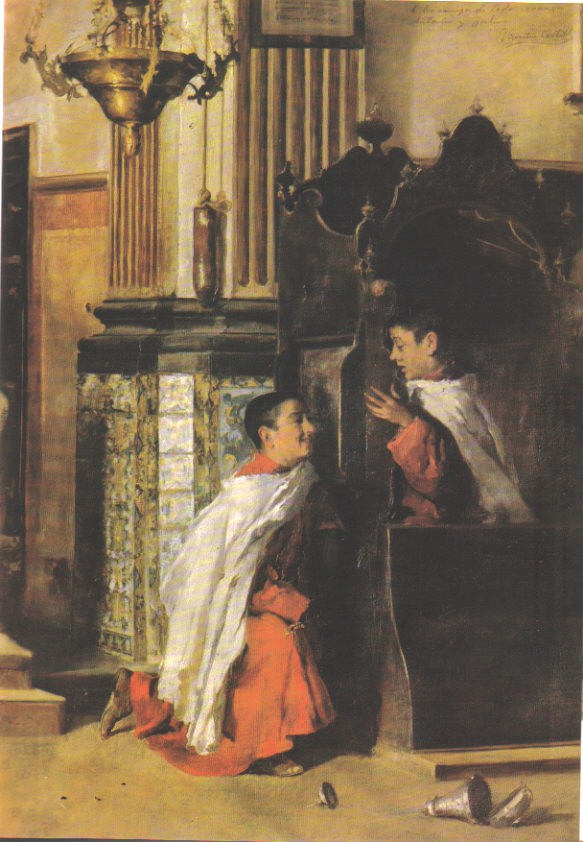
Monaguillos en el confesionario, de Vicente Castell, 1903.